# 俞正燮

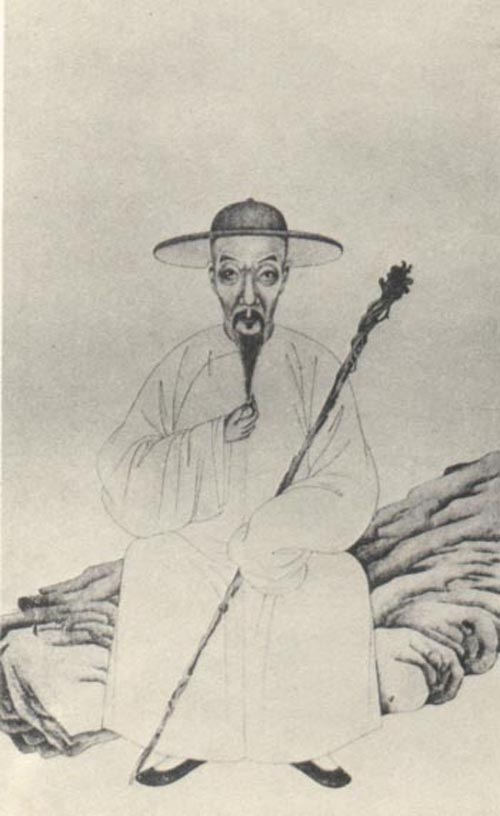
俞正燮像，出自《清代学者像传》第二集

俞正燮（1775年—1840年），字理初，安徽黟縣人，清代學者。

## 生平
俞正燮自幼隨父親在江蘇句容縣讀書，“读书过目不忘”，刻苦自勵，好友许瀚稱他“有晋人风度，而不以书名，亦奇事也”，嘗“擁籍數万卷，手翻不輟，輟已成誦，地人名、事蹟本末，見某庋某冊某篇行，語輒中”，可謂學問淵博，十八岁开始著述，二十歲撰寫《唐律疏義跋》。北上兖州谒孙星衍，聲名大起，科考屡试不中，举债度日，替人编书校书为生，曾为彭元瑞、刘凤浩撰辑《五代史记补注》，为黟县知县吴甸华编纂《黟县志》，林则徐聘其编纂《两湖通志》。遍游全国各地，“足迹半天下”。道光元年（1821年）中举人。道光十九年，江苏学政祁寯藻聘其主講於惜阴书院，不久卒於金陵寓馆。

## 家族
父俞献於乾隆四十二年拔贡生，官句容县训导。

## 著作
著有《癸巳類稿》、《癸巳存稿》、《四养斋诗稿》等，死後七年由其友人张穆等捐资刻印成书。
他先后编校的书有《五代史补注》、《大清会典》、《黟县志》、《两湖通志》、《古天文说》等十馀种，然“手成宏巨书不自名”。

## 评价
梁启超在其所著《清代学术概论》中将“癸巳两稿”列为清代札记“最可观者”。
蔡元培《中國倫理學史》，於清儒中，特揭黃宗羲、戴震、俞正燮三家學說，強調“已漸脫有宋以來理學之羈絆，是殆為自由思想之先聲”。戴、黃二氏前人已有所注意，俞氏學說則是蔡元培首先提出來的。
李敖：“在鸦片战争的时候，中国有名的思想家死掉了，他的名字叫俞正燮，他是替中国妇女受到不人道的待遇讲话的。”

## 延伸阅读
[在维基数据编辑]
 《清史稿·卷493》
 《清史稿》
 在维基共享资源阅览影像